# Paulo Mandlate
Paulo Mandlate   (Manjacaze, 4 de febrer de 1934 - 21 d'agost de 2019) fou un religiós moçambiquès, bisbe de Tete i president de la Conferència Episcopal de Moçambic.

## Biografia
Es va unir a la Congregació del Santíssim Sagrament i va ser ordenat sacerdot el 6 de gener de 1968. El 31 de maig de 1976 el papa Pau VI el va nomenat bisbe de Tete. Fou ordenat bisbe el 26 de setembre de 1976 per Jaime Pedro Gonçalves, bisbe coadjutor de Beira. També va ocupar el càrrec de president de la Conferència Episcopal de Moçambic de 1986 a 1993.
El 18 d'abril de 2009 el Papa Benet XVI va acceptar seva renúncia per raons d'edat.